# Záruby
Záruby (früher auch „Ostrý vrch“; deutsch Scharfenstein) ist der mit 768 m n.m. höchste Berg der Kleinen Karpaten. Er befindet sich zwischen den Gemeinden Smolenice (Smolenitz) und Plavecký Peter (Blasensteinsanktpeter). Über den Berg führt der Europäische Fernwanderweg E8. 

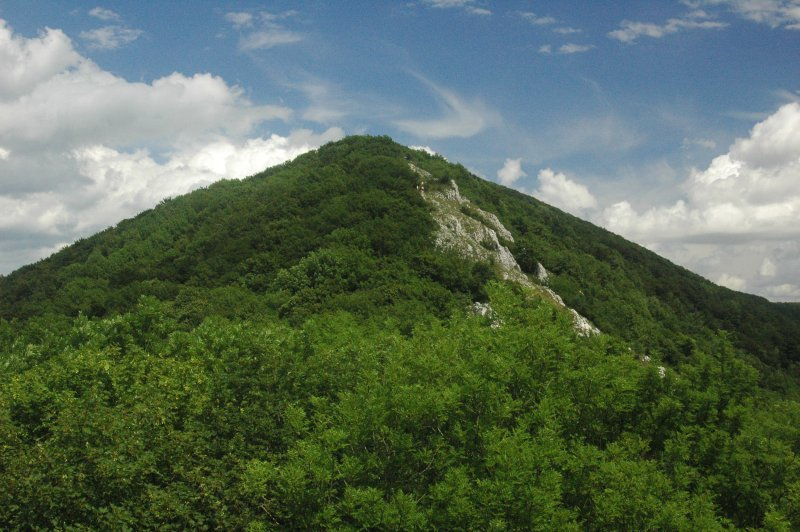
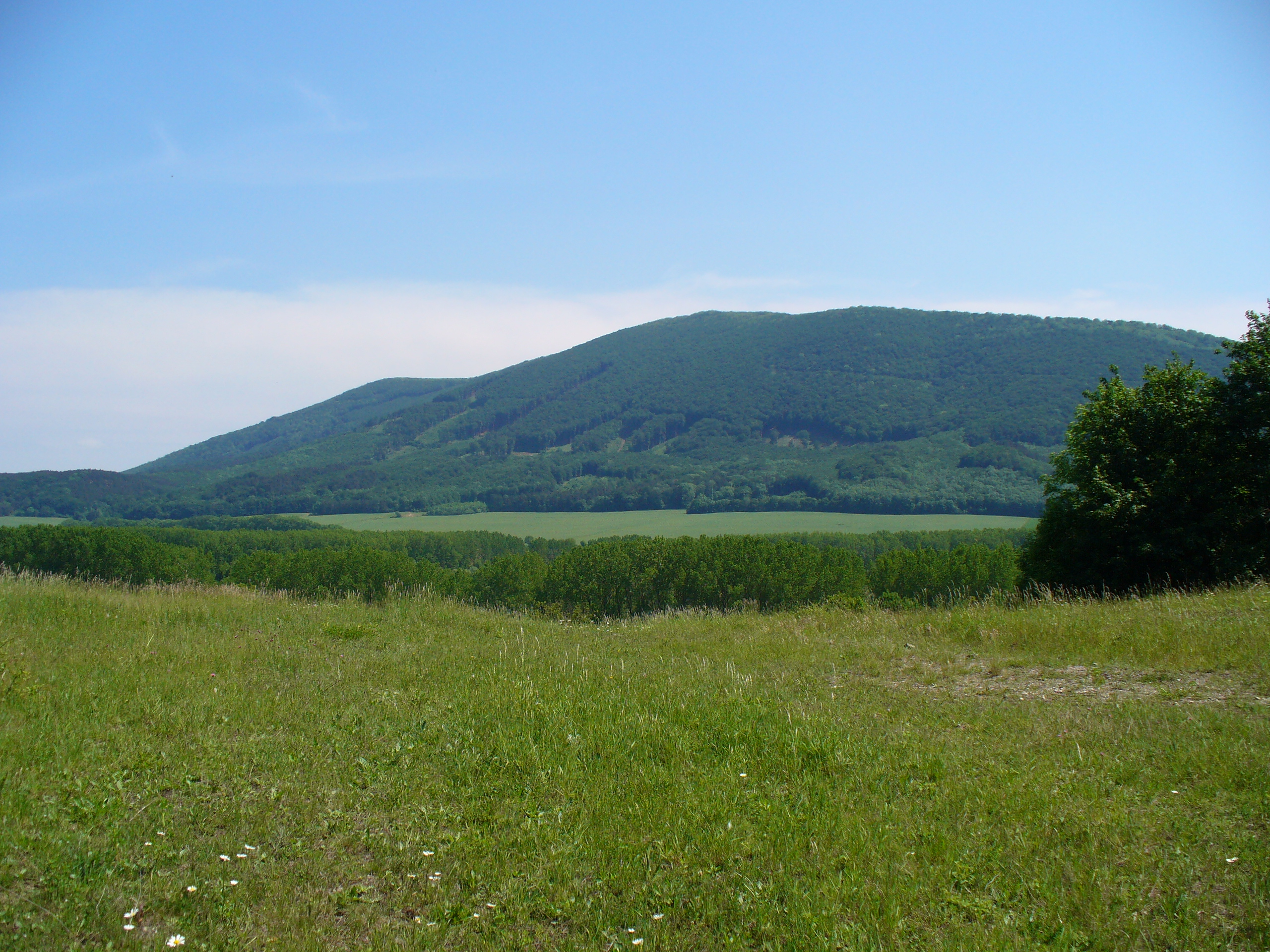
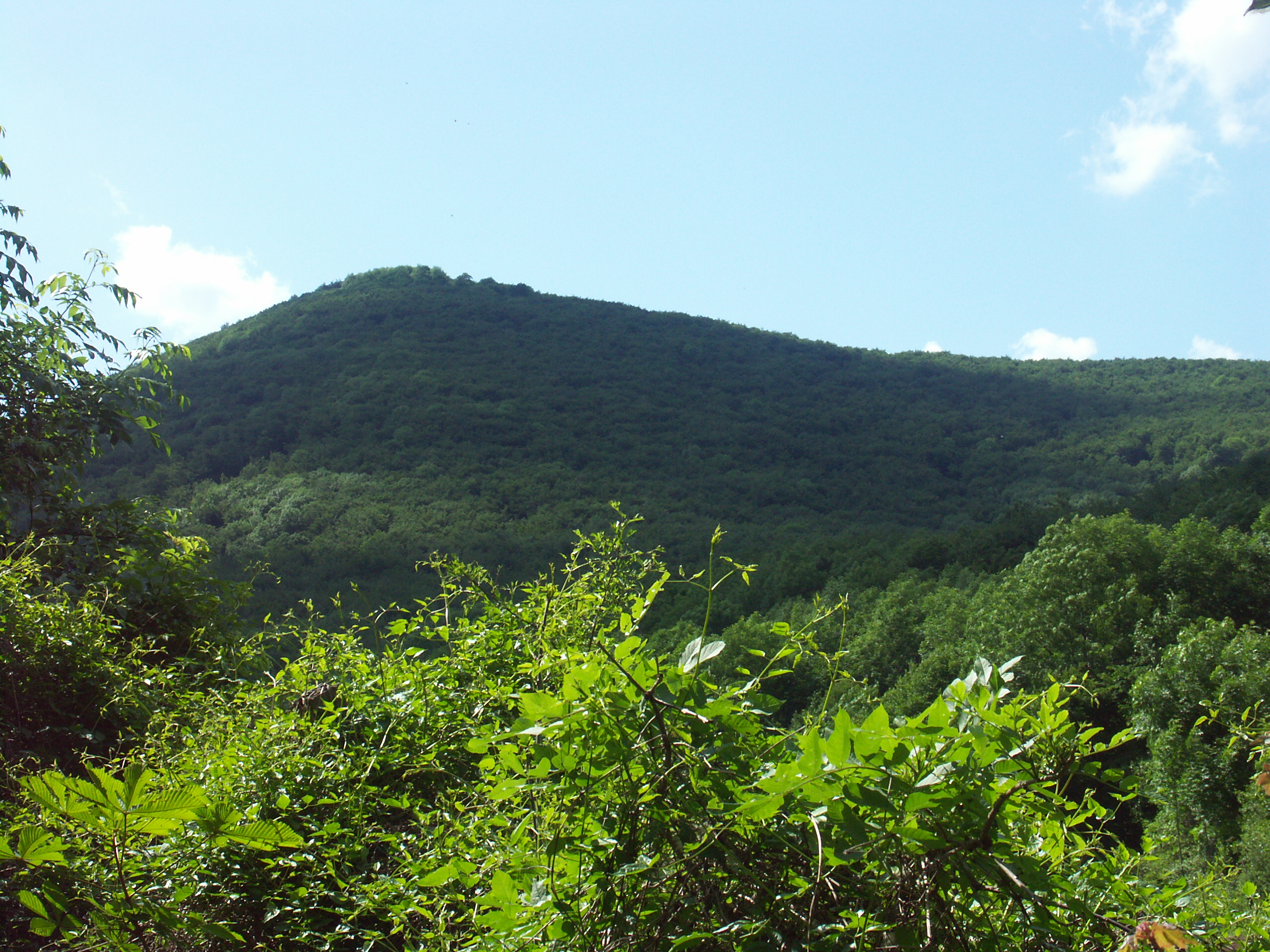